# المخاشنية

المخاشنية بلدة  محلمية قديمة تقع في منطقة المحلمية بالقرب من الصور التابعة لولاية ماردين والمخاشنية  بنو مخاشن هواسم لإحدى عشائر طور عبدين العربية العريقة التي تقطنها ولغتهم عربية قديمة قريبة من الفصحى.

## أصل التسمية
ومخاشن هو: اسم علم عربي وقال ابن سيدة في كتابه المحكم والمحيط الأعظم : وأخشن، ومخاشن، وخشين، أسماء عربية.
و«مُخَاشِن» بضم أوله، وبالشين المعجمة المكسورة والنون: جبل مشرف على البشر، وهما بديار بني تغلب، قال جرير:
لو أن جمعهم غداة مخاشن **** يرمى به حضن لكاد يزول 
وقال الأخطل أيضا :
لها مربع بالثني ثني مخاشن **** ومنزلة لم يبق إلا طلولها
وهناك من الأعلام العرب من عرف بالمخاشني، وقال ابن ماكولا : بخاء معجمة وشين معجمة ونون، فهو: (بشار بن بشر المخاشني)، شاعر مجيد يأتي ذكره في الأخبار  ،وقال ابن الأَعرابي : الليث رجل مُشارِزٌ أَي مُحارِب مُخاشِن،  وهناك يوم اسمه يوم مخاشن بضم الميم والخاء والشين المعجمتين بعدهما نون. هو كالبشر للجحاف،
ومنهم من ينتمي إلى بنو تميم كبنو مخاشن بن معاويه بن شريف بن جروة بن اسيد بن عمرو بن تميم.

## السكان
و من أي المخاشنيون هم من مخاشن بني تميم الذين دخلو في بني محلم ام من مخاشن (البشر)من بني وائل وكلاهما ممكن ولكن في النتيجة هم من القبائل العربية التي استقرت في جبل الطور وجاورت المحلمية والراشدية.
ومن صفاتهم فهم قريبون جدا من المحلمية والراشدية من حيث الشكل واللهجة والعادات ويتصفون بالكرم والتواضع ويفضلون الغريب على انفسهم ويتواضعون له وللدين مكانة عالية عندهم ويعتزون بـ  عمان وولائهم الأول لها بعد لبنان البلد الذي اضطهدهم عندما نزحوا اليه بعد المجاعة التي عصفت بديارهم في بدايات القرن الماضي، ويتوزعون بين عمان(نزوى) ولبنان وتركيا والدول الإسكندنافية وألمانيا.